# エーリッヒ・ボルト
エーリッヒ・ボルト（ドイツ語: Erich Boldt、1933年9月1日 - 1961年11月16日、ハンブルクハールブルク区・ダムスハーゲン生まれ）は、ドイツ連邦軍の軍曹。

## 人物
演習中の事故で犠牲となり、その勇気ある行動を顕彰し、彼の名前を冠した賞が授与されているほか、陸軍下士官学校の所在する基地や面した通りに彼の名前が冠されている。
ボルトは 1954年に見習いとして連邦国境警備隊に入隊した。1956年にドイツ連邦軍に移籍し、シュターデの第70装甲工兵中隊 (PzPiKp) に配属された。

## 演習での犠牲死
1961年11月、ボルトは第71装甲擲弾兵大隊の演習に指導要員として参加した。彼は経験豊富な爆破技師とみなされていた。1961年11月16日、演習地であるプトロス軍事訓練場（シュレースヴィヒ＝ホルシュタイン州）で指揮下の兵士2名とともに発破の練習を行っていたところ、200グラムの点火された爆薬が誤って塹壕に転がり落ちたため、その爆薬の上に身をかぶせ、その結果、致命傷を負った。訓練のために彼と共にした2人の兵士は軽い火傷で済み、助かった。

## 顕彰
ボルトは妻と生後8カ月の息子を残した。当時の連邦国防大臣フランツ・ヨーゼフ・シュトラウスは未亡人に次のような手紙を書いた。
```
「ご主人は、兵士として、上官として、戦友の命を守るため、模範的な任務に命を捧げました。この行動のおかげで、彼はドイツ連邦軍の兵士たちの模範として生き続け、常に記憶されるでしょう。」
```

– フランツ・ヨーゼフ・シュトラウス
彼にちなんで1982年から陸軍工兵学校/技術専門学校の年間最優秀者を対象としてボルト軍曹賞が授与されている。また1992年よりザクセン州デーリッチュにある陸軍下士官学校のある基地は、ボルト軍曹基地（Feldwebel Boldt Karserne）と呼ばれている。さらに、基地内のテオドール・ケルナー兵舎の真ん中を通る偵察訓練大隊「リューネブルク」が駐屯する通りは、エーリッヒ・ボルト通りと名付けられている。